# Wang Yan (ciclista)
|  | per altres resultats veure Wang Yan |

En aquest nom xinès, el cognom és Wang.
Wang Yan (en xinès: 王艳, en pinyin: Wáng Yàn, 24 d'agost de 1974) va ser una ciclista xinesa, especialista en el ciclisme en pista. Del seu palmarès destaca una medalla al Campionat del món en 500 metres contrarellotge. També va participar en dos Jocs Olímpics aconseguint una quarta posició als Jocs de Sydney.

## Palmarès
- 1998
  - Medalla d'or als Jocs Asiàtics en Velocitat
- 1999
  - Campiona d'Àsia en Velocitat

### Resultats a laCopa del Món
- 1995
  - 1a a Tòquio, en Velocitat
- 1997
  - 1a a Adelaida, en Puntuació